# Kunene (Fluss)
Der Kunene ist ein Fluss in Angola und Namibia im Südwesten Afrikas.

## Verlauf

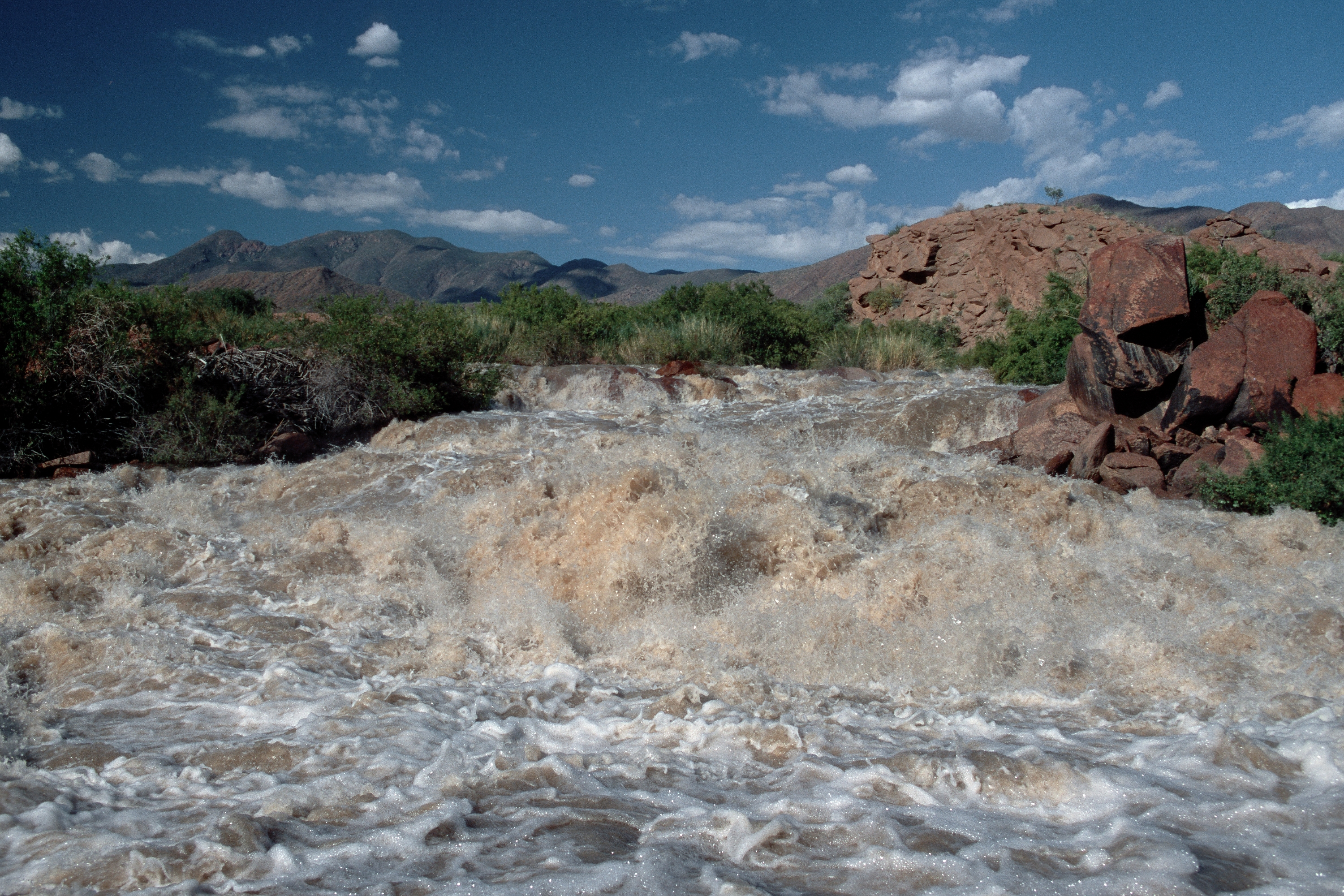
Stromschnellen des Kunene-Flusses

Der 1050 Kilometer lange, ganzjährig Wasser führende Fluss entspringt auf etwa 1800 Metern im angolanischen Hochland von Bié, der feuchten Lundaschwelle. Während er im etwa 300 km langen Oberlauf eine Vielzahl von Stromschnellen und Schluchten aufweist, fließt er im Mittellauf praktisch eben durch einen Teil des Kalahari-Beckens, bevor er kurz vor der namibischen Grenze auf die Große Randstufe trifft. Von dort bis zur Mündung in den Atlantik finden sich zahlreiche Stromschnellen und Wasserfälle, die bekanntesten und gleichzeitig spektakulärsten sind die Ruacana-Wasserfälle in der Nähe der namensgebenden Ortschaft Ruacana und die eindrucksvollen Epupa-Fälle.
Ab Ruacana, wo der Kunene auf die namibische Grenze trifft, bildet der Fluss in westlicher Richtung die natürliche Grenze zwischen Angola und Namibia, bevor er in einem bis zu 30 Kilometer breiten Delta in den Südatlantik mündet.

## Hydrometrie
Der Abfluss des Kunene weist eine ausgeprägte Saisonalität auf. Nach den starken Niederschlägen im Quellgebiet im Sommer beträgt der Abfluss in feuchten Jahren bis zu 1300 Mio. m³, in trockenen werden kaum 50 Mio. m³ erreicht. Der Hochwasserscheitel wandert während der Regenzeit flussabwärts und erreicht im Mai den Unterlauf bei Ruacana.
Der Abfluss würde von 1961 bis 1997 an der Station Ruacana etwa 200 km oberhalb der Mündung in m³/s gemessen (aus Diagramm abgelesen).
Am 16. Februar 2020 erreichte der Kunene oberhalb der Ruacanafälle mit einer Wassermenge von 2500 Kubikmeter pro Sekunden seinen höchsten Stand seit mindestens 1982.

## Wassernutzung
Der generelle Wasserreichtum und die permanente Wasserführung des Flusses haben immer wieder zu Plänen für Staudammprojekte (Cunene-Projekt) geführt. Während der Kunene bei Ruacana bereits angestaut ist, was den Ruacana-Wasserfällen viel von ihrer Pracht genommen hat, ist der geplante Staudamm an den Epupa-Fällen sowohl bei Naturschützern als auch bei den hier heimischen Himba auf heftigen Widerstand gestoßen, da der Staudammbau deren traditionelles Stammesgebiet vernichten würde.
Von einer Pumpstation am Calueque-Damm, noch vor den Ruacana-Wasserfällen, verläuft eine Pipeline und in deren Anschluss ein Kanal nach Namibia, um in dessen nördlicher Region die Wasserversorgung zu verbessern. Das Wasser wird zur Bewässerung landwirtschaftlich genutzter Flächen eingesetzt und in vier Wasseraufbereitungsanlagen zur Trinkwassergewinnung benötigt. Diese Wassernutzung begann mit dem Cunene-Projekt.

## Flussgeschichte
Bis zum Tertiär mündete der Kunene in die heutige Etosha-Pfanne, die damals ähnlich dem Okavangodelta ein Binnendelta und den Ekuma-See bildete. Erst nach der Aufspaltung des Urkontinents Gondwana und dem Auseinanderdriften von Afrika und Südamerika verlagerte sich der Kunene zum Atlantik.